# پاتونوپیتیا
پاتونوپیتیا (به لاتین: Pattunupitiya) یک منطقهٔ مسکونی در سری‌لانکا است که در استان مرکزی (سری‌لانکا) واقع شده‌است.